# Felice Herrig
Felice Nicole Herrig (Buffalo Grove, 18 settembre 1984) è un'artista marziale mista e kickboxer statunitense.
Combatte nella divisione dei pesi paglia per l'organizzazione statunitense UFC. È stata tra le partecipanti del reality show The Ultimate Fighter 20 Finale nel 2014. In passato ha militato anche nelle promozioni Bellator e XFC.

## Stile di combattimento
Felice Herrig è una lottatrice che predilige il combattimento in piedi, grazie a buone conoscenze nel muay thai e nel kickboxing, ma abile anche nella lotta a terra. 

## Carriera nelle arti marziali miste

### Ultimate Fighting Championship

#### The Ultimate Fighter
L'11 dicembre 2013 viene annunciato il suo ingresso nella promozione statunitense UFC, dove risulta tra le partecipanti della ventesima edizione di The Ultimate Fighter.
Sotto la tutela del peso leggero Anthony Pettis, sconfigge la rivale Heather Jo Clark nel round preliminare del torneo. Nei quarti di finale si deve però arrendere per sottomissione contro Randa Markos, il che sancisce la sua eliminazione dal programma.

#### DopoTUF
Nonostante l'eliminazione dal reality show, la Herrig rimane sotto contratto con la UFC. Compie il suo debutto ufficiale il 12 dicembre 2014 a The Ultimate Fighter: A Champion Will Be Crowned Finale, dove ha la meglio su Lisa Ellis per sottomissione al secondo round.
Il 18 aprile 2015 affronta la giovane Paige VanZant in occasione di UFC on Fox 15, venendo sconfitta per decisione unanime dei giudici.
Torna sull'ottagono il 23 luglio 2016 per affrontare Kailin Curran all'evento UFC on Fox 20, dal quale ne esce vittoriosa per sottomissione al primo round. La prestazione le vale più tardi il riconoscimento Performance of the Night.
Il 4 febbraio 2017 combatte Alexa Grasso a UFC Fight Night 104, trionfando ai punti dopo tre round. Nel 2017 ottiene altre due vittorie per decisione contro Justine Kish e Cortney Casey.
Il 7 aprile 2018 viene sconfitta per decisione non unanime dall'ex contendente al titolo Karolina Kowalkievicz mentre il 6 ottobre per decisione unanime da Michelle Waterson.

## Risultati nelle arti marziali miste
| Risultato | Record | Avversario             | Metodo                           | Evento                                                  | Data             | Round | Tempo | Città                        | Note                           |
| --------- | ------ | ---------------------- | -------------------------------- | ------------------------------------------------------- | ---------------- | ----- | ----- | ---------------------------- | ------------------------------ |
| Sconfitta | 14-9   | Virna Jandiroba        | Sottomissione (armbar)           | UFC 252: Miocic vs. Cormier 3                           | 15 agosto 2020   | 1     | 1:44  | Las Vegas, Stati Uniti       |                                |
| Sconfitta | 14-8   | Michelle Waterson      | Decisione (unanime)              | UFC 229: Khabib vs. McGregor                            | 6 ottobre 2018   | 3     | 5:00  | Las Vegas, Stati Uniti       |                                |
| Sconfitta | 14-7   | Karolina Kowalkiewicz  | Decisione (non unanime)          | UFC 223: Khabib vs. Iaquinta                            | 7 aprile 2018    | 3     | 5:00  | Brooklyn, Stati Uniti        |                                |
| Vittoria  | 14-6   | Cortney Casey          | Decisione (non unanime)          | UFC 218: Holloway vs. Aldo 2                            | 2 dicembre 2017  | 3     | 5:00  | Detroit, Stati Uniti         |                                |
| Vittoria  | 13-6   | Justine Kish           | Decisione (unanime)              | UFC Fight Night: Chiesa vs. Lee                         | 25 giugno 2017   | 3     | 5:00  | Oklahoma City, Stati Uniti   |                                |
| Vittoria  | 12-6   | Alexa Grasso           | Decisione (unanime)              | UFC Fight Night: Bermudez vs. Korean Zombie             | 4 febbraio 2017  | 3     | 5:00  | Houston, Stati Uniti         |                                |
| Vittoria  | 11-6   | Kailin Curran          | Sottomissione (rear-naked choke) | UFC on Fox: Holm vs. Shevchenko                         | 23 luglio 2016   | 1     | 1:59  | Chicago, Stati Uniti         | Performance of the Night       |
| Sconfitta | 10-6   | Paige VanZant          | Decisione (unanime)              | UFC on Fox: Machida vs. Rockhold                        | 18 aprile 2015   | 3     | 5:00  | Newark, Stati Uniti          |                                |
| Vittoria  | 10-5   | Lisa Ellis             | Sottomissione (armbar)           | The Ultimate Fighter: A Champion Will Be Crowned Finale | 12 dicembre 2014 | 2     | 3:05  | Las Vegas, Stati Uniti       |                                |
| Sconfitta | 9-5    | Tecia Torres           | Decisione (unanime)              | Invicta FC 7: Honchak vs. Smith                         | 7 dicembre 2013  | 3     | 5:00  | Kansas City, Stati Uniti     |                                |
| Vittoria  | 9-4    | Heather Jo Clark       | Decisione (non unanime)          | Bellator 94                                             | 28 marzo 2013    | 3     | 5:00  | Tampa, Stati Uniti           |                                |
| Vittoria  | 8-4    | Patricia Vidonic       | Decisione (unanime)              | Bellator 84                                             | 14 dicembre 2012 | 3     | 5:00  | Hammond, Stati Uniti         |                                |
| Vittoria  | 7-4    | Simona Soukupova       | Decisione (unanime)              | XFC 19: Charlotte Showdown                              | 3 agosto 2012    | 3     | 5:00  | Charlotte, Stati Uniti       |                                |
| Vittoria  | 6-4    | Patricia Vidonic       | Decisione (unanime)              | XFC 17: Apocalypse                                      | 13 aprile 2012   | 3     | 5:00  | Jackson, Stati Uniti         |                                |
| Sconfitta | 5-4    | Carla Esparza          | Decisione (unanime)              | XFC 15: Tribute                                         | 2 dicembre 2011  | 3     | 5:00  | Tampa, Stati Uniti           |                                |
| Vittoria  | 5-3    | Nicdali Rivera-Calanoc | Decisione (unanime)              | Xtreme Fighting Organization 39                         | 13 maggio 2011   | 3     | 5:00  | Hoffman Estates, Stati Uniti |                                |
| Vittoria  | 4-3    | Andrea Miller          | TKO (pugni)                      | Chicago Cagefighting Championship 3                     | 5 marzo 2011     | 1     | 3:30  | Villa Park, Stati Uniti      |                                |
| Sconfitta | 3-3    | Barb Honchak           | Decisione (unanime)              | Hoosier Fight Club 6: New Years Nemesis                 | 14 gennaio 2011  | 3     | 5:00  | Valparaiso, Stati Uniti      |                                |
| Vittoria  | 3-2    | Amanda LaVoy           | Sottomissione (armbar)           | Xtreme Fighting Organization 37                         | 4 dicembre 2010  | 1     | 1:35  | Chicago, Stati Uniti         |                                |
| Vittoria  | 2-2    | Jessica Rakoczy        | Decisione (non unanime)          | Bellator 14                                             | 15 aprile 2010   | 3     | 5:00  | Chicago, Stati Uniti         | Incontro catchweight (120 lbs) |
| Vittoria  | 1-2    | Michele Gutierrez      | Sottomissione (armbar)           | Unconquered 1: November Reign                           | 20 novembre 2009 | 2     | 2:03  | Coral Gables, Stati Uniti    |                                |
| Sconfitta | 0-2    | Valerie Coolbaugh      | Decisione (non unanime)          | Xtreme Fighting Organization 29                         | 17 aprile 2009   | 3     | 5:00  | Lakemoor, Stati Uniti        |                                |
| Sconfitta | 0-1    | Iman Achhal            | Decisione (non unanime)          | UWC: Man "O" War                                        | 21 febbraio 2009 | 3     | 5:00  | Fairfax, Stati Uniti         | Incontro catchweight (120 lbs) |